# カリーニングラード州

カリーニングラード州
ロシア語: Калининградская область

カリーニングラード州（カリーニングラードしゅう、Калининградская область, Kaliningradskaya oblast'）は、バルト海南東端に位置するロシアの州（オーブラスチ）である。ロシアの最西端で、リトアニア、ポーランドに挟まれた飛び地である。ロシアの前身であるソビエト連邦が第二次世界大戦（独ソ戦）で占領・併合し、州名はソ連の革命家ミハイル・カリーニンにちなむ。
琥珀を産したことからヤンタルヌイ・クライ（Янтарный Край, 「琥珀の土地」の意）と通称される。
最大の都市は州都カリーニングラード。カリーニングラードは、かつてケーニヒスベルク Königsberg （ドイツ語で「王の山」の意）と呼ばれ、プロイセン公国とプロイセン王国の首都であった。

## 地理
面積は約15,000km²で四国よりわずかに狭く、人口は約100万人で香川県とほぼ同程度となる。人口密度 63人/km²。南はポーランド、北はリトアニアと国境を接する。主要な河川はプレゴリャ川、ネマン川。バルト海沿いには大きな2つの潟湖として、ポーランドに跨るヴィスワ潟とリトアニアに跨るクロニア潟があり、クロニア潟とバルト海を分けるクルシュー砂州は世界遺産（文化遺産）に登録されている。主要な湖にヴィスティティス湖がある。

## 主な都市

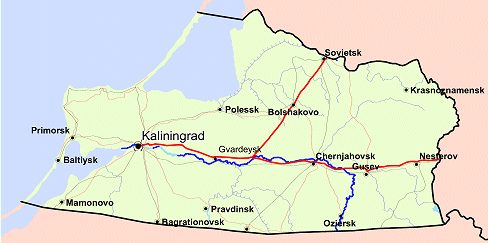
カリーニングラード州の地図

- カリーニングラード - 州都
- ソヴィエツスク
- チェルニャホフスク
- グセフ
- グリエフスク
- バルチースク
- スヴェトルイ
- ゼレノグラーツク
- グヴァルジェイスク
- ネマン

## 住民
人口は1,029,966人（2021年国勢調査）。このうち、カリーニングラード市には約半分の498,260人が住む。
住民の78.6%をロシア人が占める。そのほか、ウクライナ人（1.2%）、ベラルーシ人（1.1%）、アルメニア人（0.8%）、リトアニア人（0.4%）、ドイツ系ロシア人（0.4%）など。なお、ドイツ系ロシア人とは、ロシアの他の地域から移動してきたドイツ人であり、東プロイセンにもとから暮らしていた数十万のヴォルガ・ドイツ人は第二次世界大戦直後に追放された。現在の人口の約半分ほどが同地で生まれ育ったと推定される。

## 歴史
20世紀初頭までのこの地域の歴史については「プロイセン」「東プロイセン」を参照。
現在のカリーニングラード州の地域は、東プロイセンと呼ばれる一帯の北部にあたる。
1918年、第一次世界大戦におけるドイツの敗戦に伴って西プロイセンがポーランドに割譲されたことで、東プロイセンはいわゆる「ポーランド回廊」によってドイツ本土と隔てられた飛び地となった。第二次世界大戦では、大戦後期にドイツ軍が劣勢になるに従って東部戦線の戦場となり、迫るソ連赤軍を恐れたドイツ系住民は西方に脱出し、大量の難民となった。
戦後、東プロイセンは分割され、北半分はソ連の、南半分はポーランドの領土とされた。それを受けて、すぐにケーニヒスベルク特別管区が設置され、ケーニヒスベルク州としてソビエト連邦に編入された。1946年にカリーニングラード州と改称。1947年までに残っていたほぼすべてのドイツ系住民は、ドイツ本土に追放された。この際、管轄をリトアニア共和国にせず、ロシア共和国にしたことが後々の飛地問題を引き起こすことになる。
戦後、カリーニングラード州はソ連でも特に軍事施設の集中した地域となり、「ソビエトの不沈空母」とさえ呼ばれた。ニキータ・フルシチョフは、カリーニングラードをリトアニア・ソビエト管轄にすることを提案したが、当時のリトアニア共産党第一書記アンタナス・スニエチクスはこれを拒否した。

### ソ連崩壊後
1991年以降、約12,000人のドイツ人がカリーニングラード州内に移住を試みたが、ほとんどは数か月後にドイツに戻った。
1992年、ロシア連邦大統領ボリス・エリツィンは、1945年のヤルタ会議で計画されていたように、この地域はポーランドに譲渡されるべきであると述べた（ヤルタ会議の取り決めでは、ドイツがシュチェチン地方を領有するかわりに、ポーランドはケーニヒスベルクを得ることになっていた）。しかし、1996年にポーランドが北大西洋条約機構（NATO）への加盟を求めて以降、この発言は撤回された。
2004年5月1日、国境を接する2か国、ポーランドとリトアニアが欧州連合（EU）に加盟したことで（しばしば「紙のカーテン」と形容される）、カリーニングラード州は二重の意味で飛び地となり、国境の通行はさらに困難になった。
カリーニングラード市の周辺地域はソ連政府が巨大な軍事施設を設置していたために、50年間ほどは出入りに許可が必要な、いわゆるZATO（閉鎖都市）であった。冷戦の終結以後、その軍事施設の規模や環境破壊の深刻さが次第に明らかになってきている。
本土から遠く西に離れたカリーニングラード州は、ロシアの対NATO軍事戦略にとって重要な位置にある。ミサイル防衛構想への対抗策として短距離弾道ミサイル「イスカンデル」を配備する計画を度々表明している。また東隣にあるリトアニアが、エネルギー調達でロシアへの依存度を下げるためスウェーデンから海底送電線を敷設した際には、カリーニングラードに駐留するロシア海軍艦隊が、軍事演習を名目として威嚇した。
リトアニアのカロブリス国防相は、2017年5月、「ロシアがカリーニングラードに核兵器を配備した」と述べている。
2017年7月21日に中国海軍052D型駆逐艦「合肥」を中心とする艦隊が入港。バルト海では初となる中露合同軍事演習「海上連合2017」に参加（7月25日〜27日）。

### 2020年代
2022年ロシアのウクライナ侵攻への対ロシア経済制裁の一環として、リトアニアは同年6月20日に禁輸物資を載せた貨物列車の通境を禁止したと発表し、ロシア外務省はリトアニアやEUに抗議と対抗措置の警告を行なった。
同年11月2日、ポーランドの国防相は、ロシアがカリーニングラードを通じて北アフリカや中東の不法移民の流入をさせる懸念があるとして、国境沿いにフェンスを設置することを発表した。

## 経済
カリーニングラード州は、軍事拠点として、また不凍港として、ロシアにとって重要な地域である。大規模な造船所や、自動車の組立工場もあり、漁業が盛ん。しかし、周囲の国々や、ロシア本国からの隔絶した地理的環境が大きな足かせとなり、輸出の不振や高い失業率が問題となっていた。だが最近リトアニアへの越境審査が簡略化され、それ以降は高い成長を維持している。また、バルト海で発見された油田に期待が持たれている。
カリーニングラード州は世界の琥珀の90%以上を産する。ヤンタルヌイ市にコハクの加工工場がある。

## 交通
フラブロヴォ空港がある。鉄道でモスクワ、サンクトペテルブルクや、グダニスク、ベルリンと結ばれている。
2022年ロシアのウクライナ侵攻を機に、EUがロシアの航空機（ロシア企業の所有機、ロシアに登録されている航空機、ロシア人富豪が所有するプライベートジェット機）に対してEUの全領空を封鎖すると発表した。これにより、ロシア本土との空路について大幅な迂回路となることにより、燃料増加による航空代が高くなることが見込まれている。

## 標準時
この地域は、カリーニングラード時間帯の標準時を使用している。時差はUTC+2時間で、夏時間はない。（2011年3月までは、標準時がUTC+2で夏時間がUTC+3時間、同年3月から2014年10月までは通年UTC+3であった）